# Tempel van Fortuna Equestris
De Tempel van Fortuna Equestris (Latijn:aedes Fortunae Equestris) was een tempel ter ere van de godin Fortuna in het oude Rome
De tempel werd door Quintus Fulvius Flaccus aan de godin beloofd in ruil voor steun tijdens zijn campagne in Hispania in 180 v.Chr. Hij behaalde een overwinning op de Keltiberiërs en mocht als dank een triomftocht houden in Rome. Hij bouwde ter herinnering hieraan de tempel voor Fortuna Equestris, de verschijning van de godin die werd vereerd omdat het de stand der equites was, die vaak het meeste bijdroeg tot de Romeinse overwinningen. Flaccus wijdde de tempel in 173 v.Chr. in toen hij censor was.
Flaccus wilde dat zijn tempel de mooiste van de stad zou worden en had daarom een groot deel van de marmeren dakbedekking van de Tempel van Juno Lacinia in Kroton laten verwijderen en naar Rome laten brengen om ze op zijn tempel te plaatsen. De senaat was echter zeer verontwaardigd dat uitgerekend een censor, verantwoordelijke voor de publieke moraal, een belangrijke tempel van een van de Romeinse bondgenoten gedeeltelijk had laten slopen en daarmee de woede van zowel de lokale bevolking als de goden over Rome had afgeroepen. Flaccus moest de dakbedekking op last van de senaat terugbrengen naar Kroton en de Tempel van Juno herstellen. Vitruvius beschrijft de tempel als een voorbeeld van de systylos tempel, waarbij de ruimte tussen de zuilen aan de voorzijde van de tempel twee keer zo breed was als de diameter van de zuil. Vitruvius vermeldt daarbij dat deze tempel dicht bij het Theater van Pompeius stond. Hier stond ook het Circus Flaminius, waar in deze periode een groot aantal overwinningstempels werden gebouwd. Na het jaar 22 n.Chr. wordt de tempel niet meer vermeld. Het heiligdom is waarschijnlijk verloren gegaan tijdens de grote brand in 21, waarbij het podium van het Theater van Pompeius werd verwoest. De exacte locatie van de Tempel van Fortuna Equestris is niet bekend.